# 카자흐스탄의 농업

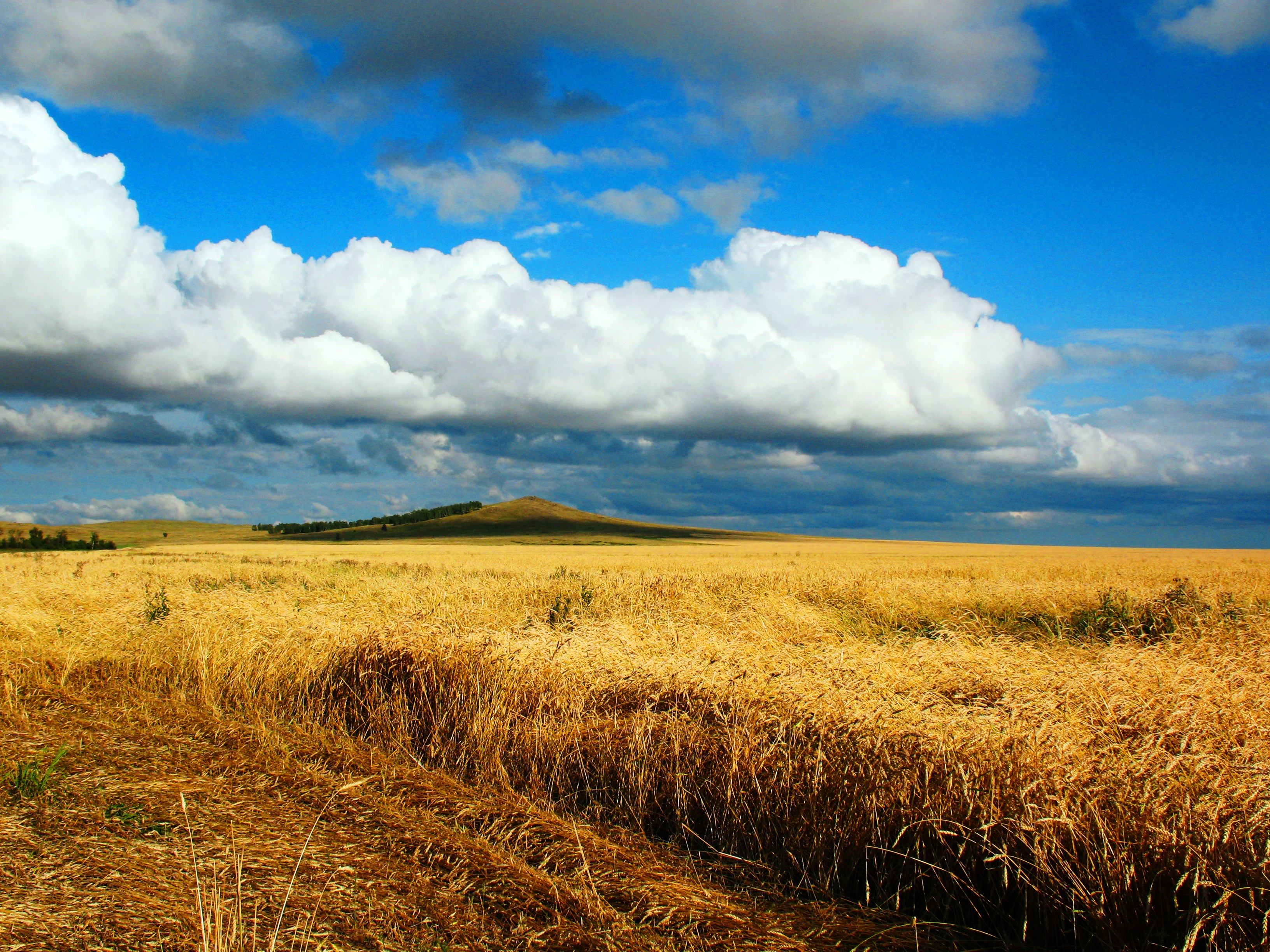
콕셰타우의 곡물 밭.

카자흐스탄의 농업은 카자흐스탄 경제에서 그리 큰 비중을 차지하지 않는다. 카자흐스탄 GDP에서 농업은 10% 미만을 차지하며 노동자의 20%만이 농업에 종사하지만, 반면 전체 토지의 70% 이상은 작물 및 가축 사육에 사용되고 있다. 농지의 70% 이상은 영구 목초지이다.

## 농사
카자흐스탄의 주력 작물은 밀로, 수출도 이루어진다. 카자흐스탄은 밀 생산 세계 6위이다. 기타 재배 작물로는 보리, 면, 사탕수수, 해바라기, 아마, 쌀이 있다. 2011년 카자흐스탄의 곡물 수확량은 2690만 톤을 넘어섰으며, 이는 2년 전 기록인 2100만 톤을 훨씬 웃도는 수치이다. 한편 이듬해인 2012년 카자흐스탄 농업부는 그 해 가뭄으로 곡물 수확량이 1400만 톤으로 감소했다고 발표했다.
1995년부터 2015년까지 카자흐스탄의 농업 생산량은 41% 증가했다. 2015년 농업 상품의 수출액은 3억 7900만 달러에 달했다. 카자흐스탄 농업 투자는 2015년 4억 4600만 달러에서 2016년 6억 8700만 달러로 50% 증가했다. 2015년 3월, 카자흐스탄 농업부는 최근 5년 동안 카자흐스탄의 농업 생산량이 약 2배 늘었으며, 수출 또한 1.6배 증가해 30억 달러에 달했다고 발표했다.
카자흐스탄의 토지는 소련 (카자흐 SSR) 시기 처녀지 개간 운동으로 인해 양분이 거의 고갈된 상태로, 현재까지 농작물 재배에 영향을 끼치고 있다.

### 곡물 생산
카자흐스탄은 세계에서 손꼽히는 밀 및 밀가루 수출국으로, 세계 10위권 내에 들어간다. 주요 재배 작물은 제분밀(milling wheat)로, 품질이 높고 단백질이 풍부한 것이 특징이다. 최근 카자흐스탄 농업에서는 생산된 곡물을 수출하는 경향이 생겨났다. 2011년, 카자흐스탄은 기록적인 풍작으로 농작물 2700만 톤을 수확해, 이듬해까지 1500만 톤을 수출했다. 2014년 카자흐스탄의 밀 생산량은 전 해인 2013년의 1390만 톤에서 1450만 톤으로 증가했다.
2015년 7월, 카자흐스탄 재정부는 키르기스스탄의 유라시아 경제 연합 가입에 맞춰 2020년까지 키르기스스탄으로의 곡물 수출량을 50 ~ 60% 증가시키겠다고 발표하였다.

## 가축
카자흐스탄에서 사육되는 가축으로는 많은 순으로 소, 닭, 양, 돼지, 말, 염소가 있으며, 고기 생산량은 소, 돼지, 양, 닭 순으로 많다. 기타 주요 생산 품목으로는 양털, 우유, 달걀이 있다. 카자흐스탄에는 늑대가 약 9만 마리 분포하며, 이는 세계 최대이다.

## 국가 정책

### 애그리비즈니스 - 2020
2013년 2월 카자흐스탄 정부는 2013년부터 2020년까지 "애그리비즈니스 - 2020" 농업-산업 신단지 건설을 추진하기로 결정했다. "애그리비즈니스 - 2020" 계획의 목표는 경제적 회복, 상품의 감당성 증가, 농업-산업 단지 서비스의 경제성 증대, 국가 농민 지원 시스템의 발전, 농업-산업 단지 국가 관리 체계의 효율성 증대이다.
"애그리비즈니스 - 2020" 계획과 같은 맥락으로, 카자흐스탄 정부는 2014년 4월 농업 관련 기업들을 "건강하게" 만들기 위한 보조금 지급 관련 경제부양책을 발표했다. 이를 위해 2014년 전반기에 2차 은행(second-tier bank)에 7억 7천만 달러를 지원하기도 했다. 전문가들은 중앙에서의 보조금 지급만으로는 카자흐스탄 농업 발전에 제한적인 영향만을 끼친다면서, 교육 증진 및 지방 자치 활성화와 같이 기관의 적극적인 개혁이 필요하다고 하였다.

### 협동조합 투자
2016년 카자흐스탄 농업부는 농부들에게 장비, 저장고, 교통수단, 수의 서비스, 사료 및 농화학 상품 공급 지원, 대출 지원을 제공하는 것을 골자로 하는 협동조합 투자 계획을 발표했다. 이 계획을 통해 협동조합 157개가 농부 15,000명에게 도움을 주었고, 우유 집하장 100개 이상을 건설했다.
2015년 7월 23일 카자흐스탄 농업부는 농업 협동조합을 위해 "농업 협동조합법" 안에서 새로운 세금 체제를 도입할 계획이라고 밝혔다. 이 계획을 통해 카자흐스탄 농업이 더욱 발전할 수 있을 것이라고 기대되고 있다.

### 장주기 생산 추세
2013년 카자흐스탄 농업부는 "곡물 시장 안정화" 기본 계획을 발표했으며, 내용은 "애그리비즈니스 - 2020" 계획과 맞물려 2013년 ~ 2020년 동안 곡물 생산, 소비, 수출량 목표 설정한다는 것이다.
- 이 기간 동안 곡물 전체가 안정적으로 유지될 수 있을 만큼의 부지를 확보할 계획이 있다.
- 밀 재배 면적이 2012년 1350만 헥타르에서 2020년 1150만 헥타르로 14% 감소할 예정이기 때문에 상당한 변화가 예상된다.
- 위에서 줄어든 면적은 사료용 곡물로 대체되어, 재배 면적이 280만 헥타르에서 2020년 430만 헥타르로 증가할 예정이다.[8]

## 투자
2014년 카자흐스탄의 농업 투자량은 444만 달러를 돌파했으며, 이는 전 년보다 17% 증가한 수치였다. 카자흐스탄의 농업 관련 대기업 및 중기업의 수익성은 17.7%였는데, 전 해의 4.5%에 비해 매우 크게 증가했다.2015년 농업에 대한 투자는 450만 달러에 도달했다.

## 파트너십
2015년 5월 23일, 유엔 식량 농업 기구(FAO)와 카자흐스탄 농업부는 FAO 파트너십 개시 및 연락 사무소 설치 등의 내용을 담은 협정을 체결했다. FAO 파트너십을 통해 카자흐스탄 정부와 식량 농업 기구가 함께 카자흐스탄 및 주변 지역 국가들을 발전시키는 데 도움을 줄 수 있게 될 것으로 보인다.

## 같이 보기
- 카자흐스탄
- 중앙아시아의 농업